# Узкынай, Фуат
Фуат Узкынай (тур. Fuat Uzkınay; 1888, Стамбул, Османская империя — 29 марта 1956, Стамбул, Турция) — первый турецкий кинематографист.

## Биография
Закончив в Стамбуле школу, изучал физику и химию в Стамбульском университете. Когда он стал директором школы, среди Оттоманов возрос интерес к кинематографу. Узкынай начал вести занятия по кино в школе. Из-за того, что в Стамбуле было много иностранных кинотеатров, Узкынай провёл кампанию с целью постройки полностью турецкого кинотеатра, который открылся 19 марта 1914. Название этого кинотеатра «The National Cinema» позже сменилось на «Ali Efendi sineması». В то же время он продолжал изучать проектор у Зигмунда Вайнберга, первого человека представившего кинематограф в стране.
Став военным, 14 ноября 1914 он снял разрушение российского храма-памятника в Сан-Стефано близ Константинополя. Эта 150 мм плёнка стала известна как первый документальный фильм турецкого кинематографа. Год спустя по приказу генерала Энвера Паши он основал Центральный военный кинодепартамент. Зигмунд Вайнберг стал главой департамента, а Узкынай — его ассистентом. На следующий год сменил его на посту.
После обучения в Германии, несмотря на многие трудности, закончил в 1918 году первый художественный фильм «Женитьба Химмета Ага». В 1954 вышел в отставку.

## Избранная фильмография

### Режиссёрские работы
- 1942: Победа Измира — İzmir Zaferi / İstiklal
- 1923: На дороге победы — Zafer Yollarında
- 1918: Свадьба Химмета — Himmet Ağa’nın İzdivacı
- 1916: Leblebici Horhor Ağa
- 1914: Разрушение русского памятника в Сан-Стефано — Ayastefanos’taki Rus Abidesinin Yıkılışı

### Продюсерские работы
- 1921: Bican Efendi Mektep Hocası
- 1921: Bican Efendi’nin Rüyası
- 1919: Binnaz
- 1919: Mürebbiye
- 1918: Himmet Ağa’nın İzdivacı
- 1917: Bican Efendi Vekilharç

### Операторские работы
- 1922: Boğaziçi Esrarı / Nur Baba
- 1921: Bican Efendi Mektep Hocası
- 1921: Bican Efendi’nin Rüyası
- 1919: Binnaz
- 1919: Mürebbiye
- 1919: Tombul Aşığın Dört Sevgilisi
- 1918: Himmet Ağa’nın İzdivacı
- 1917: Bican Efendi Vekilharç
- 1914: Ayastefanos’taki Rus Abidesinin Yıkılışı

## Сценарист
- 1923: Zafer Yollarında